# Sokodé
Sokodé je druhé největší město v Togu, sídlo prefektury Tchaoudjo a regionu Centrale. Nachází se v centrální části země přibližně 339 km od města Lomé a leží v kopcovité oblasti mezi řekami Mô a Mono. V roce 2004 zde žilo 86 500 obyvatel. Jedná se o multietnické obchodní středisko okolních zemědělských oblastí.

## Sport
Je domovem fotbalových klubů týmu AC Semassi F.C. a Tchaoudjo Athlétic Club, které sdílí městský stadion Stade Municipal. Disponuje také vlastním letištěm.

## Obyvatelstvo
Sokodé je domovem etnika Tem a mnoho lidí ve městě mluví jazykem Kokoli.

### Náboženství
Sokodé je město s největší koncentrací islámu v Togu.
| islám | křesťanství (většinou katolické) |
| 70%   | 30%                              |